# Amphictinae
Amphictinés
Sous-famille
Les Amphictinae sont une sous-famille fossile de mammifères de l'ordre des Carnivores.

## Classification
La sous-famille des Amphictinae est décrite par Herluf Winge en 1895.